# Eigenmannia trilineata
Espèce
Eigenmannia trilineata est une espèce de poissons gymnotiformes de la famille des Sternopygidae.

## Distribution
Cette espèce se rencontre en Argentine, au Paraguay, au Brésil et en Uruguay dans le bassin du rio Paraná.

## Description
C'est un poisson électrique qui mesure jusqu'à 250 mm.

## Publication originale
- (es) López & Castello, 1966 : Eigenmannia trilineata (Teleostomi, Sternopyginae) nueva especie hallada en el Rio de la Plata. Comunicaciones del Museo Argentino de Ciencias Naturales "Bernardino Rivadavia" e Instituto Nacional de Investigación de las Ciencias Naturales Zoológia, vol. 4, n. 2, p. 7-12.